# Pyli (Boeotia)
Pyli  este un oraș în Grecia în prefectura Boeotia.